# GNOME Display Manager
 (septembre 2012).
Si vous disposez d'ouvrages ou d'articles de référence ou si vous connaissez des sites web de qualité traitant du thème abordé ici, merci de compléter l'article en donnant les références utiles à sa vérifiabilité et en les liant à la section « Notes et références ».
Pour les articles homonymes, voir GDM.
GNOME Display Manager (abrégé en GDM) est un X display manager. C'est une alternative proposée par GNOME au X Window Display Manager du X Window System.
Le X Window System par défaut utilise le gestionnaire d'affichage XDM. Cependant, résoudre des problèmes de configuration de XDM demande habituellement l'utilisation d'un interpréteur de commandes. GDM permet aussi de personnaliser ou d'analyser les paramètres sans avoir à travailler en ligne de commande. Il est également possible d'afficher toutes les différentes sessions présentes sur l'ordinateur pour ainsi permettre aux utilisateurs de choisir directement la leur. GDM peut également être personnalisé avec des thèmes.
C'est un logiciel libre distribué selon les termes de la licence GNU GPL version 2.

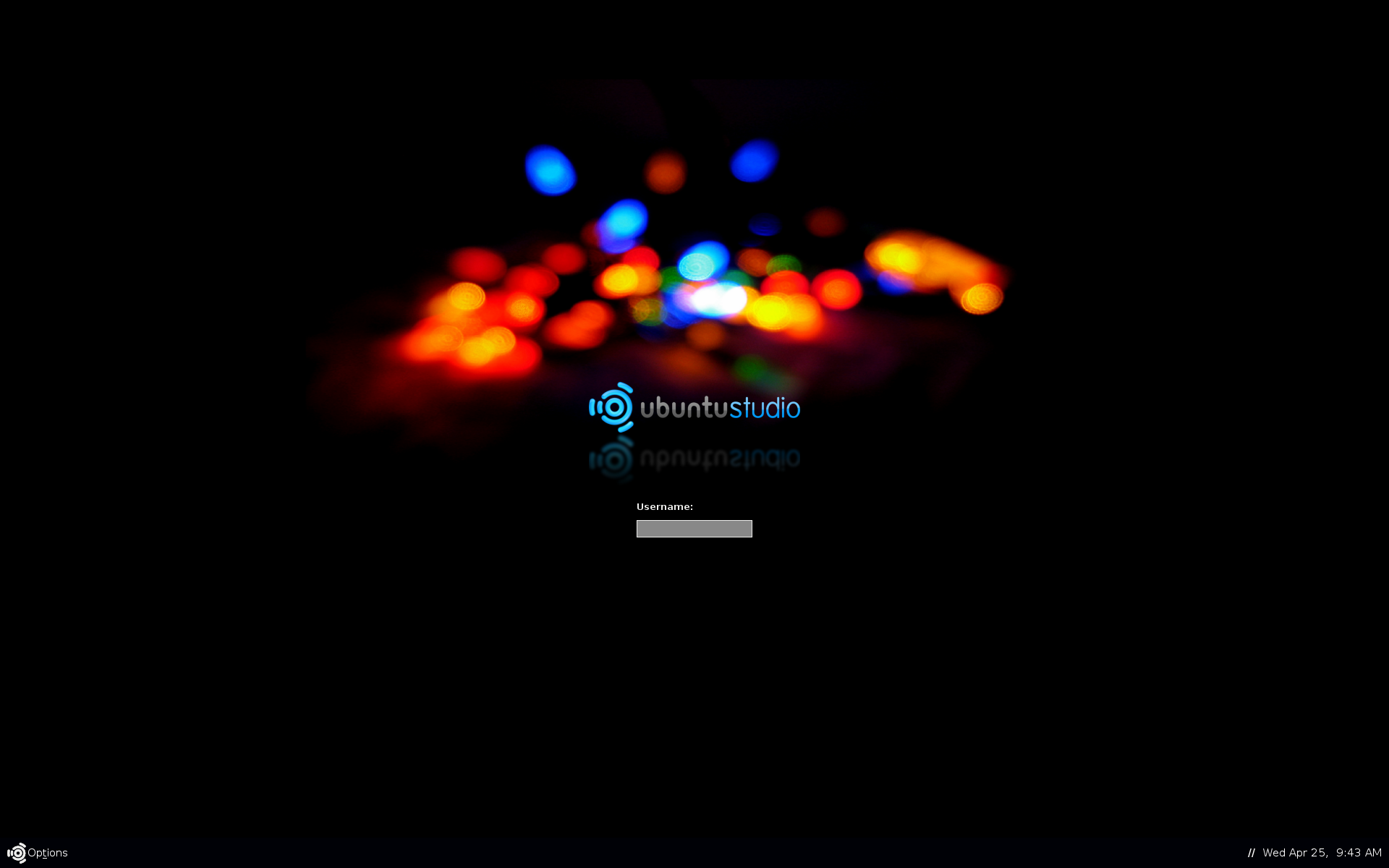
GDM sous Ubuntu Studio.